# Nechivile
Nechivile é uma banda brasileira de música sertaneja formada em 1998 em Goiás.

## Biografia
Formada em 1998, a banda Nechivile (que no início da carreira usava o nome artístico ‘Nashville’) gravou seu primeiro CD em 1999 (Nashville), que foi lançado só para o estado de Goiás, pelo selo goiano Estradas. Em 2001, a banda goiana gravou seu segundo CD (Nashville), já com lançamento em âmbito nacional, viabilizado pela parceira entre o selo Estradas e a Som Livre.
Em 2002, gravaram seu terceiro CD – Nechivile Acústico ao Vivo (Estradas/Som Livre). De março de 2003 a dezembro de 2004, a banda chegou a fazer 160 shows pelo interior do Brasil. Em 2005, a banda lançou o CD Nechivile Acústico Ao Vivo 2 (Estradas/Som Livre), que também veio acompanhado de DVD, sendo esse o primeiro da carreira. Entre as faixas de mais sucesso estão "Por Toda Vida", "Amor Sem Fim", "A Gente Se Enrosca", "Saudade Matadeira" e "O Amor e o Tempo".
Em 2008, o Nechivile participou de grandes programas de TV, como Domingo Legal (SBT), Terra Nativa (Band), entre outros. Gravou em abril do mesmo ano o seu segundo DVD na Atlanta Music Hall, em Goiânia, com um público presente de mais de 10 mil pessoas e uma produção cinematográfica assinada por Gláucio Toledo e Anselmo Troncoso. O primeiro grande hit dessa nova fase, estourado nas principais rádios do país, foi "Volta Pra Minha Vida".
Em 2010, o Nechivile gravou seu terceiro DVD na cidade de Morrinhos (GO). Em 2010 o vocalista Eduardo Melo decidiu seguir carreira solo e sair da banda. O Nechivile seguiu com novo vocalista Wellington Carvalho!  Depois de quase 6 anos, a banda voltou à sua formação original.
Foi anunciado no dia 3 de janeiro de 2017 nas redes sociais do Nechivile a volta de Eduardo Melo aos vocais, após seis anos em carreira solo, Eduardo se juntou novamente a Júnior Melgaço e Léo di Castro. Nas redes sociais os integrantes e empresário agradeceram os anos em que Wellington Carvalho esteve à frente do trio.
Neste período foi lançado o DVD Acústico Ao Vivo em Goiânia, lançado pela gravadora Warner Music em 2016. Após o retorno de Eduardo Melo, em abril de 2018, o Nechivile gravou seu novo CD e DVD, Nechivile Unplugged, que foi lançado pela gravadora Warner Music. em 2019.
Em 2020  o Nechivile fez a LIVE "Por toda Vida" com os maiores sucessos da banda transmissão ao vivo pelo YouTube.
Em fevereiro de 2023 o Vocalista Eduardo Melo saiu da banda novamente por decisão unilateral sua sem qualquer aviso prévio, e retomou sua carreira SOLO, e o Vocalista Wellington Carvalho voltou a frente do vocal do Nechivile tendo seu retorno oficializado no show de lançamento da nova TOUR dia 25 de novembro 2023 em Goiania! 
Em 2024 lançou pela ESTRADAS/STRM o Nechivile Elétrico em Salvador. 
Em 2024 lançou um SINGLE da musica "Perdi Você" com FT. de João Neto e Frederico. (Estradas/STRM).
Em 2024 prepara gravação de seu novo DVD e o lançamento do seu Documentario, contando toda a carreira de sucesso do Nechivile. 

## Integrantes
- Wellington Carvalho - vocalista
- Júnior Melgaço - contrabaixo e segunda voz
- Léo di Castro - teclado e vocais

Músicos acompanhantes:
- Jaime Luiz - guitarra
- Lobão - violão
- Luciano Kamenak - bateria
- Jorge  - sanfona

## Discografia

### Como Nashville
- 1999 - Nashville (Estradas)
- 2001 - Nashvile  (Estradas/Som Livre)

### Como Nechivile
- 2002 - Acústico Ao Vivo (Estradas/Sony Music) (relançado em 2003 pela Estradas/Som Livre)
- 2005 - Acústico Ao Vivo 2(Estradas/Som Livre) DVD/CD
- 2008 - Ao Vivo em Goiânia (Estradas/Som Livre)
- 2016 - Acústico Ao Vivo em Goiânia (Estradas/Warner Music)
- 2017 - Ao Vivo em Morrinhos (Estradas/Warner Music)
- 2019 - Nechivile Unplugged (Estradas/Warner Music)
- 2020 - Live Nechivile "Por Toda Vida" ao vivo (Estradas).
- 2024 - Nechivile Elétrico em Salvador (Estradas/STRM)
- 2024 - Nechivile "Perdi Você" FT. João Neto e Frederico" (Estradaa/STRM)